# Державна будівля (Барбадос)
13°06′04″ пн. ш. 59°35′59″ зх. д. / 13.1012° пн. ш. 59.5996° зх. д.
Державна будівля (англ. State House; раніше Урядова будівля; англ. Government House) — офіційна резиденція та офіс президента Барбадосу.
Вона була побудована в 1702 році в колоніальні часи. Після отримання політичної незалежності країни від Великої Британії в 1966 році виконувала роль резиденції та офісу генерал-губернатора Барбадосу. Після скасування монархічного устрою Барбадосу 30 листопада 2021 року, Урядова будівля була перейменована в «Державну будівлю» і фактично стала офіційною резиденцією президента.

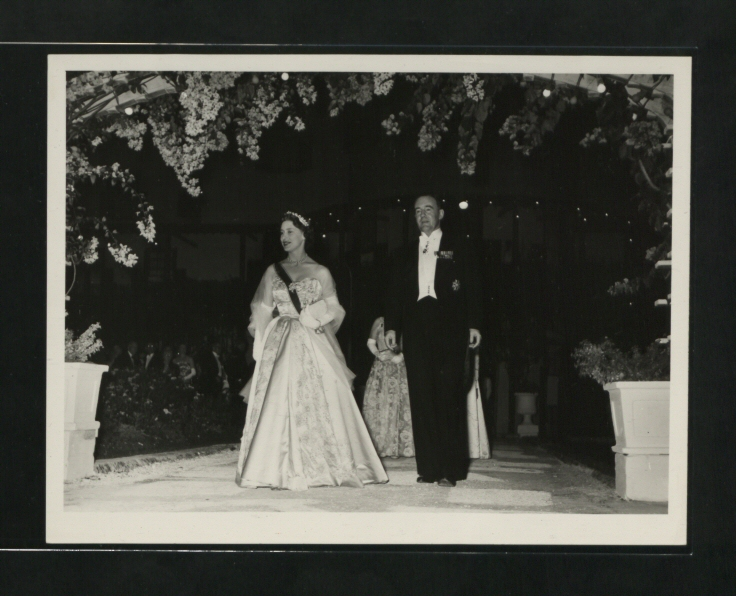
Принцеса Маргарет в Урядовій будівлі